# Cincgartrellita
La cincgartrellita o zincgartrellita es un mineral arseniato encuadrado en la clase de los minerales fosfatos, y dentro de esta pertenece al llamado “grupo de la tsumcorita”. Fue descubierta en 1998 en Tsumeb, en la región de Oshikoto (Namibia), siendo nombrada así por su contenido en zinc y su relación con la gartrellita. Un sinónimo es su clave: IMA1998-014.

## Características químicas
Es un arseniato hidroxilado e hidratado ce plomo y zinc, que cristaliza en el sistema cristalino triclínico, siendo un dimorfo con la gaitita, con igual sistema cristalino pero con calcio en lugar de plomo.

## Formación y yacimientos
Se encuentra en las minas de Tsumeb como un raro mineral secundario en una zona oxidada de un yacimiento polimetálico en dolomías con alteración hidrotermal. Suele encontrarse asociado a otros minerales como: tsumcorita, stranskiíta, leiteíta, cuarzo o tennantita.